# 앙리 푸앵카레

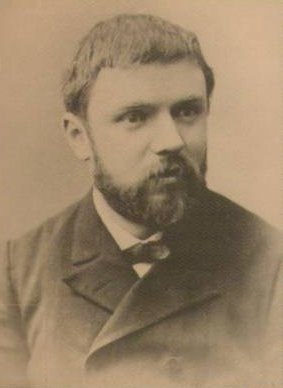
젊은 시절의 앙리 푸앵카레

쥘 앙리 푸앵카레(프랑스어: Jules Henri Poincaré, 프랑스어 발음: [ɑ̃ʁi pwɛ̃kaʁe], 1854년 4월 29일 ~ 1912년 7월 17일)는 프랑스의 수학자이다. 수학의 많은 부분에 업적을 남겼다.
그 밖에는 특수 상대성 이론에 기여했으며, 당시 스웨덴의 왕 오스카르 2세가 상을 건 태양계의 안정성 문제에 도전함을 계기로 삼체 문제를 연구하여 혼돈 이론에 업적을 남겼다. 또한 중력파를 제안하였고 양자역학에서 양자화를 정의하였다.
 과학 철학에도 기여하였다.

## 생애
1854년 4월 29일 프랑스 낭시에서 태어났다. 에콜 폴리테크니크에서 샤를 에르미트의 가르침을 받았고, 1877년 파리 대학교에서 이학 박사 학위를 받았다. 1879년에 캉 대학교의 교수가 되었다. 1881년에 프랑스 파리 소르본 대학교의 천문학 교수로 이전하였다. 1887년 32세의 나이로 프랑스 과학 아카데미의 회원이 되었고, 1906년부터는 회장직을 역임했다. 1909년에는 아카데미 프랑세즈의 회원이 되었다. 1912년 7월 17일 프랑스 파리에서 사망하였다. 정치인 레몽 푸앵카레의 사촌이다.

## 컨벤셔널리즘
푸앵카레는 수학과 과학의 이론을 컨벤션(편리성에 근거를 둔 규약)이라고 하는 규약주의를 주장하였다. 과학 이론에 기하학을 응용하는 경우를 생각해보자. 유클리드 기하나 비유클리드 기하 같은 수학적 진리는 당연하게도 경험과 선천적인 것에 호소하여 어느 쪽이 참인가를 결정하는 것이 아니라, 과학과는 무관하게 단순하고 추상적인 규약·약속에 의해 성립된 것이며 둘 다 독자적으로 성립하는 수학적인 진리다. 따라서 어떤 기하학 체계를 과학 이론에 응용할지에 대해 진위성(眞僞性)을 묻는 것은 미터법의 진위성을 생각하는 것과 마찬가지로 의미가 없으며, 단지 우리가 응용할 때 보다 편리하고 대상과 잘 부합하는 쪽을 취하면 되는 것이다.
그러나 과학 이론이 규약이라고 하더라도 전혀 임의의 것이 아니라 응용되는 측면에 따라 스스로 규정되는 것이다. 예컨대 과학 이론에 수학적 모델을 만드는 경우, 어떤 수학을 기반으로 수학적 모델을 만들고 어떤 방식으로 과학적 사실과 연계할지는 그것이 응용되는 경험적 세계의 구조에 따라 규정된다. 마찬가지로 물리학 등 실험과학의 이론도 규약적 성격을 가지며, 이러한 과학의 고도 원리는 이미 직접 실험으로 확인할 수 없는 것이므로 역시 규약이라 보아도 좋다. 이 규약주의 (컨벤셔널리즘, 규약설 또는 편의주의라고도 한다)을 중심으로 하는 푸앵카레의 과학론은 현대에도 많은 영향력을 갖고 있다.
고전 역학의 경우 뉴턴의 운동법칙을 기반으로 하든지 라그랑주 역학으로 하든지 둘 다 옳으며 어느 쪽이 맞는지 진위성을 따지는 일은 의미가 없다.

## 주요 업적
대수적 위상수학에서 호몰로지의 개념을 정의하였고, 이를 기반으로 푸앵카레 추측을 제기하였다. 삼체 문제에 대한 연구로 결정론적 복잡계를 발견하여, 현대적인 혼돈 이론의 기초를 마련하기도 하였다.

## 같이 보기
- 푸앵카레 추측
- 과학과 방법
- 과학과 가설

## 참고 문헌
- 이 문서에는 다음커뮤니케이션(현 카카오)에서 GFDL 또는 CC-SA 라이선스로 배포한 글로벌 세계대백과사전의 내용을 기초로 작성된 글이 포함되어 있습니다.